# Írótu
Írótu (tamilsky ஈரோடு, anglicky Erode) je město v Tamilnádu, jednom ze svazových států Indie. K roku 2011 mělo přes 150 tisíc obyvatel a bylo správním střediskem svého okresu.

## Poloha
Írótu leží na jihozápadním břehu řeky Kávérí, přítoku Bengálského zálivu. Je vzdáleno přibližně 90 kilometrů severovýchodně od Kójamputtúru a přibližně 340 kilometrů jihozápadně od Madrásu.

## Obyvatelstvo
Hlavním jazykem je tamilština, která je rodnou řečí přibližně 90 % obyvatel. Přibližně 5 % obyvatel mluví hlavně telugsky, 2 % hlavně urdsky a přibližně jednoprocentní zastoupení mají malajálamština, hindština a kannadština.
Nejvyznávanějším náboženstvím je s 83 % hinduismus, následují islám s 12 % a křesťanství s 4 %.

## Dějiny
Význam města začal stoupat v 18. století, když město dobylo Maisúrské království, které zde zřídilo pevnost. V následujících válkách Maisúrského království proti Maráthské říši a Britské Východoindické společnosti bylo sice město značně poničeno, ale vítězní Britové z něj v roce 1799 udělali posádkové město.

### Rodáci
- Šrínivása Rámanudžan (1887–1920), matematik